# Военное положение в Польше (1981—1983)

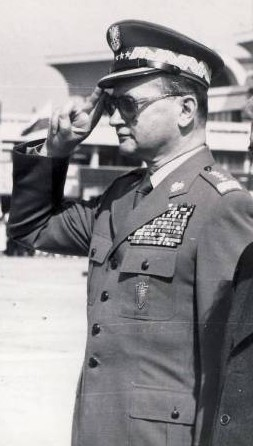
Войцех Ярузельский. Фото первой половины 1980-х годов

Военное положение в Польше (13 декабря 1981 — 22 июля 1983; пол. Stan wojenny w Polsce 1981—1983) — период военного правления в ПНР, осуществлявшегося Военным советом национального спасения и неформальной «Директорией» во главе с генералом Войцехом Ярузельским. Временно восстановило полновластие силовых структур и партийного аппарата. Означало милитаризацию экономики и общественной жизни, запрет независимого профсоюза «Солидарность», забастовок и других акций протеста. Сопровождалось общественным противостоянием и репрессиями, в ходе которых десятки людей погибли, до 10 тысяч были интернированы или арестованы. Важную роль в предотвращении эскалации конфликта с обеих сторон сыграла Католическая церковь. Военное положение позволило на несколько лет стабилизировать режим ПОРП, но не решило стоящих перед страной проблем, не способствовало преодолению социально-политического и экономического кризиса и не предотвратило смены общественной системы в Польше на рубеже 1980—1990-х годов.

## Предыстория и причины

### Внутренняя конфронтация
Силовой вариант рассматривался партийно-государственным руководством ПНР с самого начала забастовочного движения. Член Политбюро ЦК ПОРП Владислав Кручек предлагал ввести чрезвычайное положение уже 26 августа 1980 года. Были приведены в боеготовность подразделения ЗОМО. Однако тогда власти не решились на конфронтацию с массовым забастовочным движением, предпочли заключить Августовские соглашения и согласиться на создание независимого профсоюза Солидарность. (Впоследствии бывший первый секретарь ЦК ПОРП Эдвард Герек и его коллеги называли это согласие своей «главной политической ошибкой».)
Существование независимого профсоюза было несовместимо со структурами «реального социализма» и коммунистического государства. Даже относительно лояльные социально-экономические требования — повышение зарплаты, второй выходной день, улучшение продовольственного снабжения — наталкивались на жёсткое противодействие. Тем более, это касалось требований гражданско-политических свобод и общественного самоуправления. Отказы властей вели к забастовкам, профсоюзные акции вызывали обвинения в «забастовочном терроре». Конфронтация между ПОРП и «Солидарностью» нарастала день ото дня.
Консервативная номенклатура ПОРП — «партийный бетон» — требовала силового подавления «Солидарности». Влиятельный секретарь ЦК Стефан Ольшовский, генерал госбезопасности Мирослав Милевский настаивали на этом ещё в ноябре 1980. Их поддерживало значительное большинство партаппарата во главе с секретарём ЦК Тадеушем Грабским, первыми секретарями Варшавского и Катовицкого комитетов ПОРП Станиславом Кочёлеком и Анджеем Жабиньским. Публичными рупорами «бетона» являлись организации типа Катовицкого партийного форума, клуба Варшава 80, Познанского форума коммунистов, Движения щецинских коммунистов, Ассоциации «Реальность» — состоявшие из партийной интеллигенции и ветеранов ППР-ПОРП. Жёсткую позицию занимали руководители силовых структур — МВД (генерал Милевский, генерал Стахура), гражданской милиции (генерал Зачковский, генерал Бейм), Службы безопасности (генерал Цястонь, полковник Вальчиньский) и армейского командования, особенно так называемой «московской фракции» (генерал Мольчик, генерал Барыла).
В «Солидарности» состояли 9—10 миллионов человек — около четверти населения Польши, четыре пятых индустриального рабочего класса. В профсоюз входили около миллиона коммунистов, в партии возникло еврокоммунистическое, по сути, движение «горизонтальных структур». Беспрецедентная численность побуждала первого секретаря ЦК ПОРП Станислава Каню придерживаться умеренного курса. Он полагал, что силовые меры приведут к кровопролитной гражданской войне и поэтому предпочитал политическое маневрирование. Его поддерживали некоторые представители партийно-государственного аппарата — например, первые секретари Гданьского, Щецинского, Познанского, Краковского воеводских комитетов Тадеуш Фишбах, Януш Брых, Эдвард Скшипчак, Кристин Домброва — выступавшие за диалог и даже сотрудничество партии с «Солидарностью». Такой подход был редкостью в номенклатуре. Однако, важное значение имела позиция премьер-министра и министра национальной обороны ПНР генерала Войцеха Ярузельского. Длительное время он также поддерживал Каню, постепенно склоняясь к силовому варианту.
Ведущим лидером «Солидарности» являлся Лех Валенса, возглавлявший гданьскую забастовку в августе 1980. На I съезде «Солидарности» Валенса был избран председателем профсоюза. Он занимал умеренную позицию, склонялся к диалогу и компромиссу с властями. В этом его поддерживали влиятельные эксперты из диссидентского КОС-КОР — Яцек Куронь, Адам Михник, Кароль Модзелевский, Генрик Вуец, Бронислав Геремек, Збигнев Ромашевский. Но в «Солидарности» сформировалось и крыло радикальных антикоммунистов. Популярные в рабочих массах «фундаменталисты» Анджей Гвязда, Ян Рулевский, Мариан Юрчик, Северин Яворский, Анджей Розплоховский, Гжегож Палька возглавляли региональные профцентры. Они призывали к активной конфронтации с ПОРП и правительством.
«Генеральной репетицией» военного положения стал Быдгощский кризис: удар властей по Быдгощскому региональному профцентру и многомиллионная всепольская забастовка. Обострялось политическое противоборство, ухудшалось социально-экономическое положение. Лето 1981 года было отмечено многочисленными акциями протеста, забастовками, женскими «голодными маршами». В июле IX чрезвычайный съезд ПОРП проходил под лозунгом «Защищать социализм как независимость Польши!» По словам Кани, было избрано «больше чем когда-либо товарищей в погонах». Явно вырисовывалась ставка на установление военного режима.
Принципиальное решение о военном положении вызрело к началу осени 1981 года. Кочёлек призывал подавить «Солидарность» ценой «нескольких тысяч жертв, которые предотвратят море крови». В разных регионах распространялись листовки с призывами к расправе над «Солидарностью». В Катовицком воеводстве (подведмственная территория Жабиньского) произошли инциденты с прямым насилием — столкновение на металлургическом комбинате Хута Катовице, распыление отравляющих веществ на шахте «Сосновец».
9 сентября начальник армейского генштаба генерал Сивицкий провёл заседание, на котором впервые официально сообщил о возможном введении военного положения. 13 сентября министр внутренних дел ПНР генерал Чеслав Кищак на заседании Комитета национальной обороны (KOK) при Совете министров ПНР объявил «состояние военной угрозы». Секретарь KOK генерал Тучапский представил план военного положения. 16 сентября решения о подготовке к военному правлению были приняты на расширенном заседании Политбюро ЦК ПОРП. В МВД формировались специальные оперативные группы для превентивных арестов, приводились в боеготовность формирования ОРМО, началась раздача оружия партактиву. 18 октября 1981 пленум ЦК ПОРП отстранил Каню и утвердил во главе партии генерала Ярузельского, который к тому времени сделал выбор в пользу военного решения.
Встреча Леха Валенсы с Войцехом Ярузельским при посредничестве примаса Польши кардинала Глемпа не дала результатов. Совет министров ПНР, ранее проведший через сейм антипрофсоюзные законы о госпредприятиях, подготовил законопроект, наделяющий правительство чрезвычайными полномочиями и фактически запрещающий забастовки. 24 ноября — 2 декабря 1981 произошла крупнейшая проба сил: объявили забастовку курсанты Высшего пожарного училища в Варшаве. Забастовщиков поддержали Мазовецкий профцентр «Солидарности» во главе Северином Яворским и активисты независимого профсоюза милиции во главе с Иренеушем Сераньским. События приобрели общенациональное значение. Акция была подавлена спецподразделением ЗОМО с использованием вертолёта.
3 декабря 1981 года в Радоме состоялось заседание президиума Всепольской комиссии «Солидарности». «Радомская платформа» потребовала официального и публичного отказа от запланированных правительством чрезвычайных мер. В противном случае было принято решение о 24-часовой забастовке с перспективой всеобщей бессрочной стачки. «Радомская платформа» требовала от властей публичного отказа от чрезвычайных мер. Прозвучали предложения создавать отряды рабочей самообороны для отпора ЗОМО. Рулевский призвал выразить недоверие Совмину и сформировать временное правительство. Валенса с сожалением признал неизбежность конфронтации. Его радикальные оппоненты, выражая позицию профсоюзных масс, требовали активного противостояния. Яворский высказал даже прямые угрозы Валенсе, если тот отступит от принятого решения.
4—10 декабря «Радомскую платформу» поддержали региональные профцентры «Солидарности» и профорганизации крупнейших промышленных предприятий страны (наиболее радикальный настрой был продемонстрирован Щецинским профцентром и отразился в резолюции собрания Щецинской судоверфи имени Варского). 8 декабря на Щецинской судоверфи начали голодовку протеста активисты независимого профсоюза милиции. 11—12 декабря резолюция в духе «Радомской платформы» была принята Всепольской комиссией «Солидарности» на заседании в Гданьске.
Капитан гданьской Службы Безопасности Адам Ходыш, тайно сотрудничавший с диссидентами и «Солидарностью», передал Александру Халлю информацию для Леха Валенсы: в ближайшие часы будет введён режим ЧП и начнутся аресты. Во Вроцлаве аналогичные сведения поступили архиепископу Гульбиновичу от другого тайного союзника в СБ — капитана Мариана Харукевича. Но эти предупреждения не были восприняты с должной серьёзностью.

### Внешний фактор
Впоследствии генерал Ярузельский утверждал, что введение военного положения было «меньшим из зол» по сравнению с грозившей Польше советской интервенцией. Также он прозрачно намекал, что ещё более агрессивные антипольские планы вынашивало руководство ГДР.
Признаки советского вмешательства были вполне реальны. На XXVI съезде КПСС генеральный секретарь ЦК КПСС Леонид Брежнев, комментируя ситуацию в Польше, заявил: «Социалистическую Польшу, братскую Польшу мы в беде не оставим и в обиду не дадим» — что вызвало бурные аплодисменты делегатов. 5 июня 1981 ЦК КПСС направил письмо в адрес ЦК ПОРП, в котором жёстко требовал наведения порядка. В августе Каня и Ярузельский вызывались в Крым и имели беседу с Брежневым. Пропаганда ГДР вела антипольскую кампанию, в аппарате СЕПГ даже высказывались сомнения по поводу целесообразности согласия на границу по Одеру — Нейсе. 15 сентября в телефонном разговоре Брежнева с Каней прозвучало последнее предупреждение.
Угроза советского вторжения постоянно имелась в виду при обострении внутриполитического положения в Польше 1980—1981. Рышард Куклинский заявлял, будто уже в декабре 1980 маршал Огарков ознакомил генерала Гупаловского с планом ввода советских, восточногерманских и чехословацких войск на территорию Польши. Об опасности «внешнего фактора» говорил кардинал Вышинский во время Быдгощского кризиса и Всепольской забастовки марта 1981. Аналогичное мнение высказывал бывший министр обороны СССР маршал Советского Союза Дмитрий Язов, считавший, что военное положение действительно спасло Польшу от ввода советских войск. Мнение о заранее предопределённом характере военного вмешательства СССР в польские события разделяют академик А. И. Фурсов (ИНИОН РАН) в курсе лекций по русской истории и журналист Л. Г. Парфёнов в историческом проекте «Намедни». Такой подход предполагает патриотическую мотивацию действий генерала Ярузельского, предотвратившего иностранную оккупацию Польши.
С другой стороны, многие историки, исследователи и политики не согласны с такой позицией и усматривают в ней политически мотивированное оправдание Ярузельского и его сподвижников, прежде всего Кищака и Сивицкого. Имеются данные (например, информация стенографиста Виктора Аношкина), согласно которым Ярузельский сам обращался в Москву с просьбой о военном вмешательстве. При этом он говорил, что в противном случае ПНР может выйти из Организации Варшавского договора. Ещё активнее действовал в этом направлении член Политбюро Жабиньский. Он постоянно контактировал с представителями СССР, ГДР и ЧССР, в том числе офицерами спецслужб, и конкретно планировал иностранное вторжение в Польшу.
Так или иначе, мировая обстановка в начале 1980-х годов значительно отличалась от 1956 (вторжение в Венгрию) и 1968 (вторжение в Чехословакию) годов. Руководство КПСС, скованное Афганской войной, не было готово к новому вооружённому конфликту в Европе. Кроме того, СССР импортировал значительную часть продуктов питания, и советское руководство всерьёз опасалось «капиталистических санкций». Перед Ярузельским была поставлена задача «нормализовать положение» собственными силами. Но избегая прямого военного вмешательства, СССР подталкивал польское коммунистическое руководство к жёсткому силовому варианту и гарантировал в этом всемерную поддержку.

## Ход событий

### Установление военного режима

#### Объявление

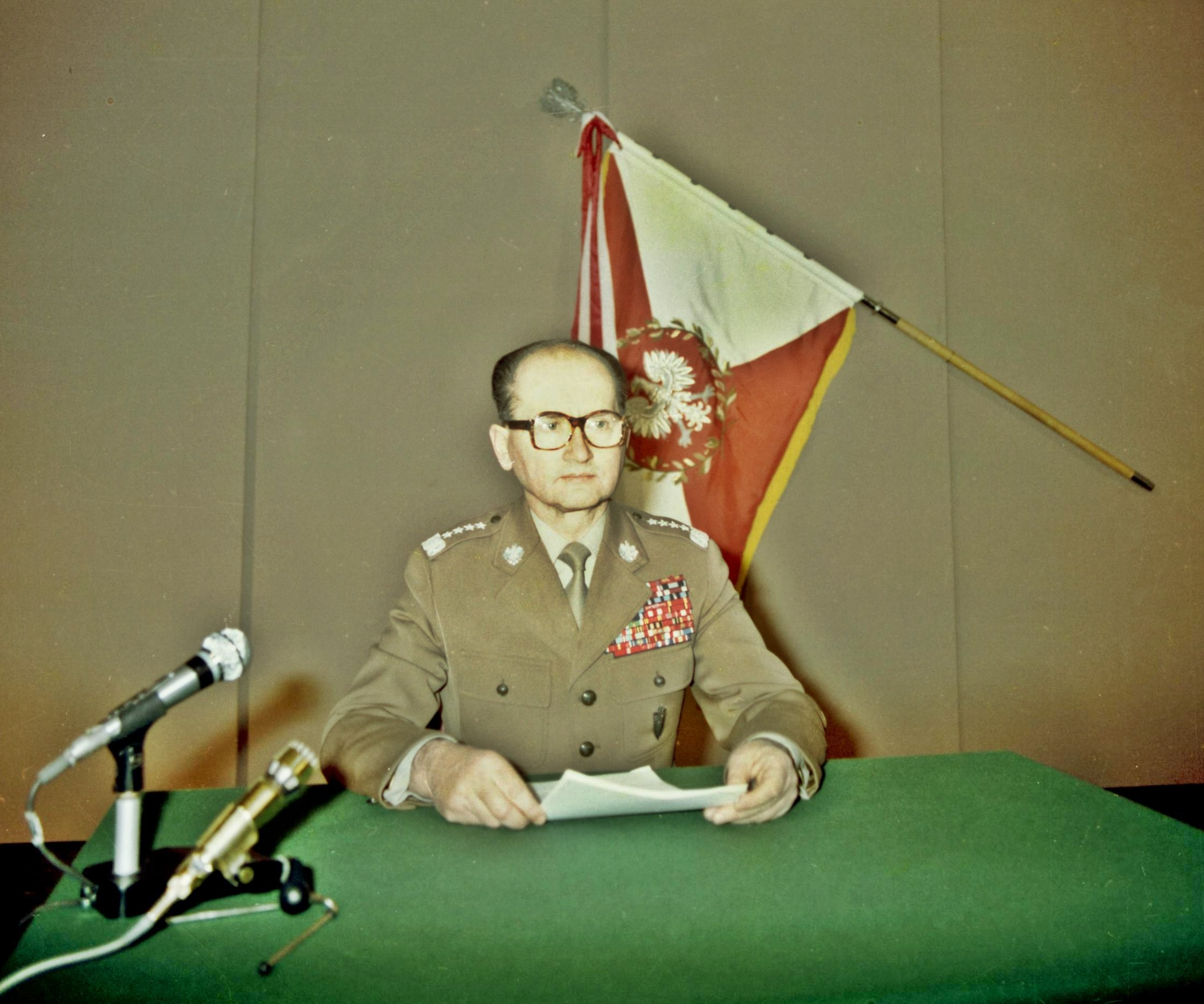
Генерал Войцех Ярузельский зачитывает своё обращение к нации. 13 декабря 1981 года

Утром 12 декабря 1981 года Войцех Ярузельский позвонил руководству СССР и произнёс следующее: «…в ночь с 12 на 13 декабря с.г. на всей территории ПНР будет введено военное положение. Всю ответственность за этот шаг я возлагаю на себя…». В комитетах ПОРП, управлениях Службы безопасности МВД и армейских частях вскрывались запечатанные пакеты. В 22:30 по варшавскому времени по всей Польше была отключена телефонная связь.
В полночь 13 декабря 1981 года на улицы польских городов выступили армейские части, наряды милиции, подразделения ЗОМО и оперативные группы СБ. Общая численность выдвинутых сил достигала семьдесят тысяч военнослужащих, тридцать тысяч милиционеров и агентов госбезопасности. Им были приданы 1750 танков, 1400 бронетранспортёров, около девяти тысяч единиц военного транспорта, армейские и милицейские вертолёты. На боевое дежурство были поставлены несколько эскадрилий ВВС. В воды Балтики и Одры вышли военные корабли.

Против общества двинулась армия, вооруженная вплоть до авиации и ракет, за ней милиция, за ними агенты тайной полиции и военной разведки — общей численностью до ста тысяч. Свой экзамен на военную эффективность сдавал генерал Ярузельский — премьер-министр, партийный первый секретарь и глава новообразованного Военного совета национального спасения. До того времени он даже в «Солидарности» считался либералом, в Европе — просвещенным коммунистом, а в Советском Союзе — одаренным политруком.

Ян Рулевский, Новая газета 13 декабря 2021

По телевидению транслировалось выступление Войцеха Ярузельского: 

…Сегодня я обращаюсь к вам как солдат и руководитель польского правительства.

…Наша родина оказалась над пропастью… Государственные структуры перестают действовать. Угасающей экономике каждый день наносятся всё новые удары… Атмосфера непрекращающихся конфликтов , недоразумений, ненависти несёт психологическое опустошение, переходит границы терпимости. Забастовки, забастовочная готовность, акции протеста стали нормой жизни… Звучат призывы к физической расправе с «красными», с людьми, имеющими иные взгляды. Множатся случаи террора, угроз и морального самосуда, а также случаи непосредственного насилия… Растут миллионные капиталы акул экономического подполья. Хаос и деморализация приобрели масштабы катастрофы… Уже не дни, а часы приближают общенародную катастрофу…

Наши действия оценит история… Преднамеренное торпедирование действий правительства привело к тому, что результаты не соответствуют нашим намерениям…

Надо предотвратить конфронтацию, которую открыто объявили предводители «Солидарности», преградить ей путь…

Я объявляю, что сегодня образовался Военный совет национального спасения… Мы не стремимся к военному перевороту, к военной диктатуре… Военный совет национального спасения не подменяет конституционные органы власти… Комиссары-уполномоченные получили право надзора над деятельностью органов государственной администрации, от министров до гмин…

Во имя национальных интересов произведено профилактическое интернирование группы лиц, угрожающих безопасности государства. В этой группе находятся экстремистские деятели «Солидарности», а также нелегальных антигосударственных организаций. …Интернированы также несколько десятков лиц, на которых лежит личная ответственность за то, что в семидесятые годы они довели до глубокого кризиса государство, а также за злоупотребления постами для личной выгоды…

Из этого кризиса мы обязаны выйти собственными силами и собственными руками устранить опасность…

…Пусть в измученной стране… не прольётся ни одна капля польской крови. Давайте не допустим призрака гражданской войны…

Обращение В. Ярузельского к польскому народу

#### Структура
Генерал объявил о создании Военного совета национального спасения (WRON) из двадцати трёх генералов и высших офицеров, к которому переходила власть. Главой WRON стал генерал армии Войцех Ярузельский. Его ближайшее окружение составили министр внутренних дел генерал брони Чеслав Кищак, начальник генштаба генерал брони Флориан Сивицкий, начальник аппарата правительства генерал бригады Михал Янишевский, член Политбюро и Госсовета Казимеж Барциковский, член Политбюро секретарь ЦК по силовым структурам Мирослав Милевский, член Политбюро министр иностранных дел Стефан Ольшовский, вице-премьер Мечислав Раковский (первые четверо состояли во WRON, остальные представляли партийно-правительственное руководство). Таков был первый состав неформальной «Директории» военного положения.
К этой группе примыкали председатель Госсовета ПНР Генрик Яблоньский, начальник цензурного ведомства Станислав Косицкий, руководители Управления по делам религий Совмина ПНР Ежи Куберский и Адам Лопатка. Большим влиянием обладали также члены WRON генералы Тадеуш Тучапский, Тадеуш Гупаловский, Чеслав Пиотровский, Эугениуш Мольчик. Органы военной пропаганды возглавлял член WRON генерал Юзеф Барыла. Заметную роль играл пресс-секретарь Совета министров Ежи Урбан (не военный и не член ПОРП).
Члены WRON распределили курирование ключевых регионов. Генерал Олива контролировал ситуацию в Варшаве, адмирал Янчишин — в Гданьске, генерал Ужицкий — в Щецине, генерал Крепский — в Познани, генерал Рапацевич — в Силезии, генерал Лозовицкий — в Катовице, полковник Гарбачик — в Лодзи. В регионы, учреждения, на стратегически значимые предприятия направлялись военные комиссары. Они являлись полномочными представителями Комитета национальной обороны (KOK) и по должности становились заместителями председателей воеводских комитетов обороны (WKO). Формально председателями WKO назначались, как правило воеводы, но реально руководство принадлежало комиссарам WRON и комендантам милиции.
Военным комиссаром Краковского воеводства был назначен генерал Сулима, Люблинского — генерал Пируг, Познанского — генерал Пшибышевский, Вроцлавского — генерал Стец, Торуньского — генерал Островский, Валбжихского — генерал Барщевский, Тарнувского — генерал Белчевский и т. д. В Варшавском воеводстве комиссарские функции генерала Мруза в феврале 1982 перенял новоназначенный президент Варшавы генерал Дембицкий, Мруз переведён комиссаром в Слупское воеводство. В Катовицком воеводстве, где сложилось особенно напряжённая ситуация, комиссары менялись несколько раз: первые дни эту должность занимал генерал Белчевский, затем генерал Лазарчик и наконец, эту функцию принял назначенный воевода генерал Пашковский.
Непосредственное руководство милицией и госбезопасностью осуществляли во главе МВД генералы Богуслав Стахура, Владислав Цястонь, Владислав Пожога, полковники Генрик Вальчиньский, Генрик Данковский, Зенон Платек; во главе милиции генерал Юзеф Бейм и ведущие воеводские коменданты — генерал Анджеевский в Гданьске, полковник Верниковский в Щецине, полковник Груба в Катовице, полковник Тшибиньский в Кракове, полковник Берначик во Вроцлаве, полковник Зашкевич в Познани, полковник Урантувка в Ополе, полковник Коздра в Быдгоще и другие. Из армейских чинов в операциях подавления отличились генерал Ужицкий (Балтийское побережье), генерал Лазарчик, полковник Барвиньский (Катовице), полковник Шумский (Щецин), генерал Мруз (Варшава) и другие.
Формально введение военного положение было утверждено Сеймом ПНР. Против проголосовал один депутат — активистка «Солидарности» Ханна Сухоцкая, будущий премьер-министр Третьей Речи Посполитой.

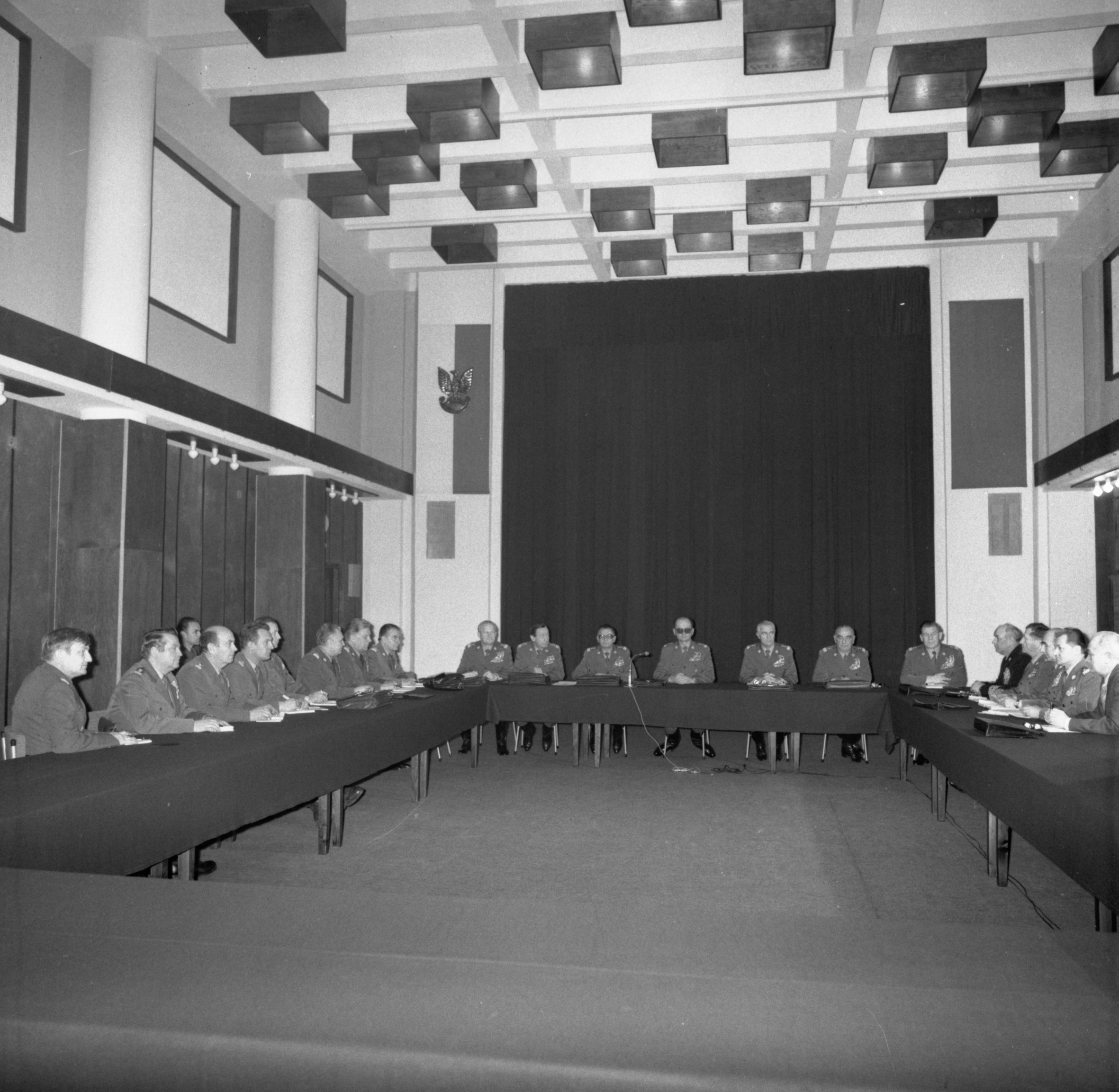
Заседание WRON. 14 декабря 1981 года

Органы МВД приступили к «нейтрализации» активистов «Солидарности», Конфедерации независимой Польши, Польской социалистической партии труда, других оппозиционных организаций. Оперативный план под контролем генерала Цястоня получил название Jodła. Операция в Гданьске по захвату и интернированию членов Всепольской комиссии «Солидарности» называлась Mewa и проводилась под руководством начальника региональной СБ полковника Пашкевича. В Кракове аналогичной операцией руководил полковник Дзяловский.

#### Подавление
В первые же дни военного положения бойцами ЗОМО под контролем офицеров СБ были задержаны более трёх тысяч человек — включая Леха Валенсу, Анджея Гвязду, Мариана Юрчика, Яна Рулевского, Северина Яворского, Анджея Розплоховского, Гжегожа Пальку, Яцека Куроня, Кароля Модзелевского, Адама Михника, Бронислава Геремека, Антония Токарчука, Войцеха Фигеля, Виктора Микусиньского, Збигнева Жмудзяка, Мирослава Басевича, Иренеуша Сераньского. Задержанные направлялись в специальные лагеря центры интернирования. В ряде случаев производились аресты и суды по законам военного положения — так, за организацию забастовки на милитаризованном предприятии железнодорожных работ был приговорён к четырёхлетнему заключению гданьский активист Анджей Осипув. К концу 1981 года количество интернированных составило 5128 человек. Всего за период военного положения интернированию подверглись 9736 человек (396 человек не удалось обнаружить). Несмотря на разветвлённую оргструктуру и массовую поддержку, «Солидарность» не смогла эффективно противостоять государственному аппарату. Стало понятно, что рассуждения о силовой конфронтации, включая речи на радомском совещании и гданьском заседании, носили сугубо теоретический характер.
В то же время впоследствии отмечалось, что «облава на „Солидарность“» получилась не очень успешной — в ходе операции «Mewa» не удалось захватить почти две трети запланированных к интернированию. Многие видные деятели профсоюза успели уйти в подполье. Такой результат даже был назван «первым поражением Ярузельского». Далеко не всех удалось захватить и в Кракове.
Военное положение означало милитаризацию промышленности. Рабочие угледобычи, металлургии, машиностроения, судостроения, транспорта и энергетики объявлялись призванными на военную службу и за неповиновение подвергались наказаниям согласно войсковым уставам. Забастовки были запрещены, независимые профсоюзные и иные организации распущены. Улицы польских городов патрулировались военными и милицией. (Первоначально в помощь силовикам подключались Отряды политической обороны из партийных активистов и добровольцы типа Коммунистического союза польской молодёжи, но от их привлечения вскоре отказались как от излишней меры.)
Ударной силой подавления протестов являлись подразделения ЗОМО. В период с 14 по 23 декабря ЗОМО при поддержке армейских частей осуществили «умиротворение» основных оплотов «Солидарности». Была подавлена забастовка Гданьской судоверфи имени Ленина (лидеры Эугениуш Шумейко, Богдан Борусевич), захвачена вооружённой силой Щецинская судоверфь им. Варского (лидеры Мечислав Устасяк, Анджей Мильчановский), Люблинский автомобильный завод, ряд других предприятий. До 23 декабря сопротивлялся металлургический комбинат Хута Катовице (лидеры Антоний Кушнер, Збигнев Куписевич). До 16 декабря бастовал металлургический комбинат имени Ленина в краковской Нова-Хуте (лидер Мечислав Гиль). Серьёзные столкновения произошли во Вроцлаве, где активно сопротивлялись не только рабочие, но и студенты.
Наиболее ожесточённое сопротивление оказали горняки. 16 декабря, после ареста председателя шахтёрского профкома Яна Людвичака, завязался бой на шахте «Вуек» — более полутора тысяч горняков организовали забастовочный комитет во главе со Станиславом Платеком и Адамом Сквирой и упорно сопротивлялись штурму ЗОМО. В столкновении погибли девять забастовщиков (но были отстранены от должностей ортодоксально «бетонный» первый секретарь Жабиньский и подчинённый ему воевода Лихось). Было применено оружие на шахте «Июльский манифест». На шахте «Земовит» столкновение предотвратил военный комиссар подполковник Шевелло, под свою ответственность приказавший войскам с бронетехникой отступить от шахты). Продолжавшаяся до 28 декабря забастовка горняков шахты «Пяст» стала самой продолжительной в истории послевоенной угледобычи.
16-17 декабря до ста тысяч человек вышли на демонстрации протеста в Гданьске. Для разгона в помощь ЗОМО были выдвинуты армейские части. Трое демонстрантов погибли. Огнестрельное оружие применили ЗОМО и при разгоне демонстрации 17 декабря в Кракове (о жертвах не сообщалось). Тогда же, 17 декабря, студенты Политехнического университета Вроцлава оказали сопротивление ЗОМО при захвате университетских помещений. Один из студентов был избит до смерти.
Общее количество забастовок в Польше за декабрь 1981 года составило 199. Около 50 из них происходили на крупных предприятиях. В сорока случаях забастовки подавлялись силой. Это был довольно широкий масштаб сопротивления, но он совершенно не соответствовал многомиллионной «Солидарности». Общество в целом оказалось не готово к отпору военному насилию. Разрозненные выступления, даже активные и многочисленные, к концу декабря были в общем и целом подавлены. 22 декабря генерал Кищак на заседании WRON заявил, что «„Солидарность“ больше не представляет угрозы». Относительная лёгкость, с которой государство одолело профсоюз, деморализовала многих сторонников «Солидарности».
Кроме оппозиционных активистов, подверглись интернированию (по официальной формулировке «были изолированы») некоторые члены прежнего партийно-государственного руководства, на которых военные власти возложили ответственность за кризис. Среди них — бывший первый секретарь ЦК ПОРП Эдвард Герек, бывшие премьер-министры Пётр Ярошевич, Эдвард Бабюх, бывшие партийные секретари Здзислав Грудзень, Ежи Лукашевич, Юзеф Майхжак, бывшие вице-премьеры Тадеуш Вжащик, Ян Шидляк, Францишек Каим, Тадеуш Пыка, всего 37 человек.

### Контратаки подпольной «Солидарности»
Уже 13 декабря в морском порту Гданьска был создан Всепольский забастовочный комитет (KKS). Председателем KKS стал ольштынский инженер Мирослав Крупиньский, членами — вроцлавский астроном Эугениуш Шумейко, вроцлавский математик Ян Вашкевич, вроцлавский рабочий-вагоностроитель Анджей Конарский, ченстоховский токарь Александр Пшигодзиньский. Комитет призвал к всеобщей забастовке с требованием отмены военного положения, освобождения всех интернированных и арестованных. Однако всеобщая забастовка в условиях военного блокирования всех профсоюзных коммуникаций была уже невозможна..
Лидеры и активисты «Солидарности», сумевшие скрыться от интернирования и ареста, начали восстанавливать профсоюз в условиях подполья. Через месяц, 13 января 1982 года, Эугениуш Шумейко и Богдан Борусевич создали Всепольский комитет сопротивления (OKO). 22 апреля 1982 года OKO был заменён Временной координационной комиссией (TKK) подпольной «Солидарности» под председательством Збигнева Буяка. Заместителями Буяка стали Богдан Лис и Владислав Фрасынюк. Аналогичные структуры возникли в некоторых регионах, наиболее активные во Вроцлаве и Лодзи.
30 января вновь произошли крупные столкновения протестующих с ЗОМО в Гданьске. Была сделана попытка поджечь здание воеводского комитета ПОРП. Но забастовочная борьба в условиях военного положения стала крайне затруднена. «Перерывы в работе» влекли за собой как минимум увольнение с волчьим билетом. Поэтому, несмотря на ухудшение условий труда, стачечное движение в начале 1982 года почти прекратилось. Основной формой оппозиционной активности стала подпольная агитация и уличные манифестации. Главные очаги протестов сложились в Гданьске, Вроцлаве, Варшаве, Кракове. В активе протестного движения повысился удельный вес учащейся молодёжи. Лозунги приобрели более жёсткий антикоммунистический характер. Была объявлена «стратегия длительного марша».
1—5 мая 1982 года в двенадцати польских городах произошли массовые выступления по призыву подпольной «Солидарности». Самые ожесточённые уличные столкновения демонстрантов с ЗОМО пришлись на 3 мая 1982 года. В Варшаве и Щецине погибли четыре человека. Десятки участников акций были избиты, задержаны около тысячи, интернированы более пятидесяти. Принципиально новый момент заключался в активном физическом сопротивлении оппозиционеров, особенно молодых. В Варшаве более пятидесяти бойцов ЗОМО получили ранения камнями, в Щецине — более восьмидесяти и была сожжена милицейская гостиница.
Масштаб выступлений показал сильное влияние и высокий авторитет «Солидарности». 8 мая была создана варшавская Региональная исполнительная комиссия (RKW) под руководством Збигнева Буяка и Виктора Кулерского. RKW нелегально восстанавливала профорганизации на промышленных предприятиях (прежде всего на тракторном заводе «Урсус»), организовала Комитеты социального сопротивления. Переводчица-журналистка Эва Кулик наладила эффективную систему конспирации и обеспечения безопасности подполья. Молодёжные Группы сопротивления «Солидарные» Теодора Клинцевича и Болеслава Яблоньского действовали в наступательном, атакующем стиле (наиболее активен в силовом направлении был активист Пётр Изгаршев, организатор ряда нелетальных нападений) — против чего Буяк и Кулерский часто возражали. Бывшие активисты Независимого союза студентов создавали структуры типа щецинского Академического движения сопротивления во главе с Мареком Адамкевичем.
В середине мая уличные акции и столкновения отмечались во Вроцлаве, Познани, Кракове.
Широкий резонанс имел оправдательный приговор семерым забастовщикам шахты «Пяст», вынесенный 12 мая 1982 года военным судьёй Юзефом Медыком. Хотя все они практически сразу были интернированы, был создан важный правовой прецедент.
13 и 26 июня во Вроцлаве произошли первые массовые акции радикальной оппозиционной организации «Борющаяся Солидарность» (SW), опиравшейся на техническую интеллигенцию и студенчество. Лидером SW стал Корнель Моравецкий. Организации SW возникли в ряде городов Польши. «Борющаяся Солидарность» постоянно устраивала уличные акции, вела радио- и печатную агитацию, организовывала вывешивание баннеров, написание настенных лозунгов. во Вроцлаве был создан подпольный центр радиопропаганды. Техническая квалификация активистов позволяла осуществлять радиоперехваты сообщений госбезопасности и ЗОМО. С SW была аффилирована Федерация борющейся молодёжи.
Общенациональное столкновение произошло в конце лета. 28 июля Збигнев Буяк вновь призвал из подполья отметить протестными манифестациями вторую годовщину соглашений 1980 года. Двумя днями ранее министр внутренних дел генерал Чеслав Кищак в телевизионном выступлении пригрозил «трагическими последствиями». 29 августа предупреждения Кищака повторил Ярузельский. Органы МВД провели серию профилактических арестов.
31 августа 1982 года массовые демонстрации протеста охватили десятки городов Польши. В Варшаве, Гданьске, Вроцлаве, Кракове, Щецине, Лодзи, Жешуве, Любине, Гожуве-Великопольском происходило нечто подобное уличным боям. Общее количество арестованных демонстрантов превысило четыре тысячи. ЗОМО применили огнестрельное оружие, погибли в общей сложности шесть человек. События 31 августа 1982 года явились крупнейшей протестной акцией за период военного положения.
13 октября крупная манифестация состоялась в краковской Нова-Хуте. Произошли столкновения демонстрантов с ЗОМО, от пуль офицера СБ погиб рабочий Богдан Влосик.
На 10 ноября 1982 года — вторая годовщина регистрации «Солидарность» — Временная координационная комиссия назначила всеобщую забастовку. Впервые в истории профсоюза призыв не был поддержан, работу прекратили единицы.
10—11 ноября прошли протестные демонстрации в Варшаве и Гданьске. Демонстранты вновь были атакованы ЗОМО. В целом уличная активность к осени заметно снизилась. Отсутствие видимых результатов от крайне рискованных действий, жёсткость военно-административного контроля возымели эффект.
Руководство подпольной «Солидарности» сделало свои выводы из неудачи 10 ноября:

Может быть, даже попытка помогла Брежневу переселиться на тот свет.

Збигнев Буяк

### Относительная стабилизация

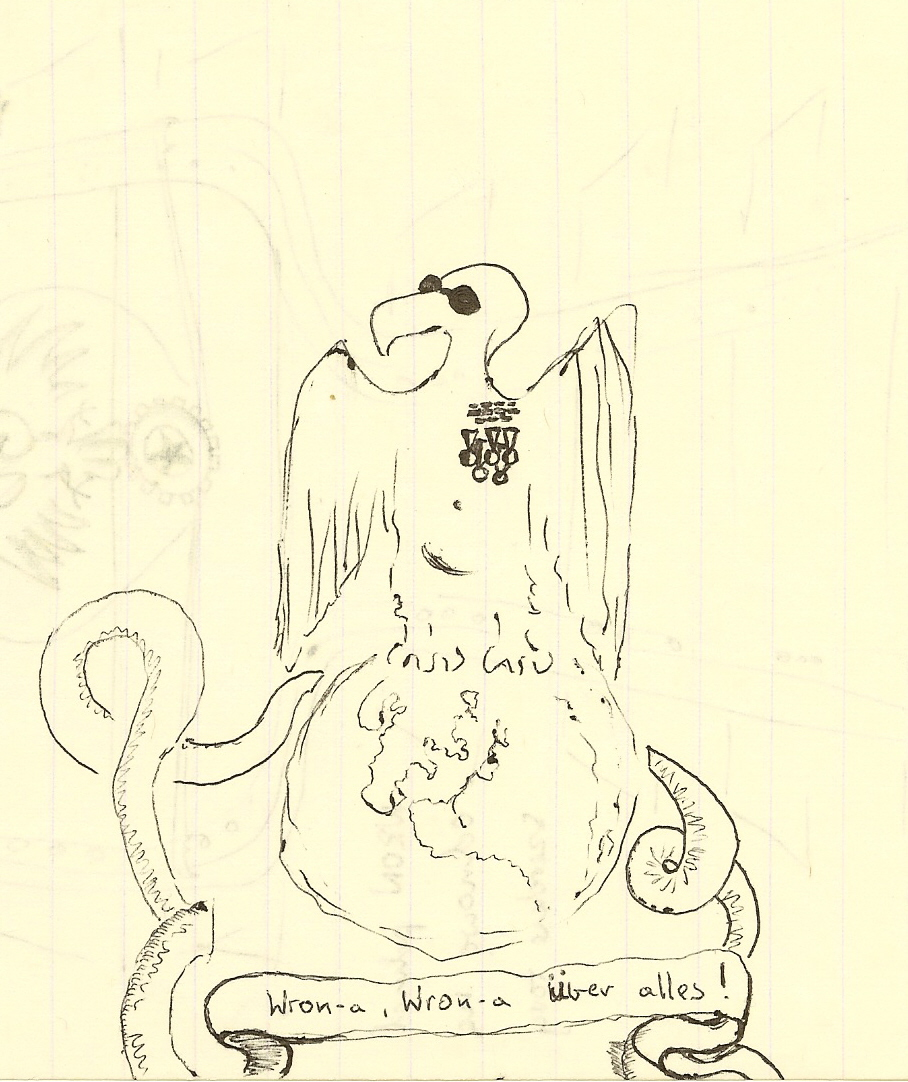
«WRONa, WRONa über alles» — аллюзия на «Deutschland über alles», строку из Песни немцев, часто ассоциирующуюся с нацизмом. Рисунок Мацея Мезьяна

Выражая позицию «партийного бетона», главный редактор официоза ПОРП Trybuna Ludu Веслав Бек заявлял, что военное положение должно сохраняться «до тех пор, пока поляки не забудут слово „Солидарность“». Власти пытались создать себе организованную массовую опору. С января 1982 года на базе партийного актива, военных пенсионеров, отставных офицеров милиции и госбезопасности создавались Гражданские комитеты национального спасения (OKON). В ноябре 1982 года было учреждено Патриотическое движение национального возрождения (PRON) — формально коалиция ПОРП, аффилированных партий, прорежимных структур типа Патриотического объединения «Грюнвальд» и лояльных католических организаций. Однако эти структуры, с их совершенно очевидными задачами, не пользовались никакой популярностью и существовали в основном на административном ресурсе.
Продолжался выход из рядов ПОРП (на протяжении 1980—1981 годов партия потеряла от четверти до трети членского состава). Ликвидировались либо выхолащивались все прежние внутрипартийные инициативы, будь то «горизонтального» или «бетонного» толка (реформистская «Кузница» и сталинистская «Реальность» прекратили существование практически одновременно). Партийное руководство вело интенсивную чистку, были распущены десятки региональных и первичных парторганизаций. Сторонники общественного компромисса и диалога отстранялись от партийных должностей. Так, Тадеуша Фишбаха сменил в Гданьске приверженец жёсткого курса и милитаризации Станислав Бейгер, Эдварда Скшипчака в Познани — генерал Эдвард Лукасик. В Щецине подобная замена Януша Брыха на Казимежа Цыпрыняка, затем Станислава Мискевича произошла гораздо раньше. Даже сдвинувшийся на консервативные позиции Кристин Домброва в Кракове уступил пост Юзефу Гаевичу. Был отправлен послом Юзеф Класа. В большинстве же своём партийные «либералы» — подобно членам Политбюро Хиерониму Кубяку, Яну Лабенцкому, Ежи Романику — приняли новый режим.
В то же время в партаппарате усиливалось глухое недовольство произволом военных, грубым армейским пренебрежением, комиссарскими расследованиями партийных злоупотреблений, частыми фактами алкоголизма, буйного досуга, некомпетентностью в гражданском управлении. По аналогии с событиями тех же лет в другом полушарии, партийные обвиняли военных в превращении ПНР в «новый Сальвадор».
Ярузельский и его окружение отнюдь не были заинтересованы в жёстком силовом сценарии, беспорядках и кровопролитии. Руководители, неспособные избежать такого развития событий, также отстранялись. После событий на шахте «Вуек» была проведена смена руководящих кадров в Катовице. Генерал Роман Пашковский, назначенный Катовицким воеводой, называл своей задачей «усмирение партийных ястребов во главе с Жабиньским, затеявших заговор против Ярузельского». Первый секретарь Жабиньский был снят с поста и заменён умеренным Збигневом Месснером. Деятельность ортодоксальных партийных структур, не связанных с военным руководством, решительно пресекалась.
В общественном сопротивлении с осени 1982 года на первый план вышли пассивные формы: бойкот государственных мероприятий и пропаганды, сознательные опоздания на работу, отказ от просмотра официальных телепередач. Но также получила широкое распространение агитация через настенные надписи — наиболее популярные: Orła wrona nie pokona! («Ворона орла не победит!»; аббревиатура WRON переводится с польского как «ворона»), Zima wasza wiosna nasza! («Зима ваша, весна наша!»). Главной символикой «Солидарности» стал знак победы V (часто рисовался заяц с растопыренными в виде буквы V ушами). Продолжалась листовочная кампания и конспиративные собрания. С 12 апреля выходило в эфир «Радио Солидарность», организованное Збигневом Ромашевским (интернирован и арестован в августе 1982 года). Важную роль играли католические проповеди в польских костёлах, особенно выступления Ежи Попелушко (в октябре 1984 года ксёндз Попелушко был убит офицерами госбезопасности). Свою систему агитации, рассчитанную преимущественно на бывших коллег, организовали члены независимого профсоюза милиции, отличавшиеся особым антикоммунистическим радикализмом и профессионально владевшие методами конспирации.
Агитации подполья власти пытались противопоставить свою пропаганду, в которой всё большую роль играл Ежи Урбан. «Солидарность» обличалась как антигосударственное криминальное явление, связанное с геополитическими противниками ПНР и даже с историческими врагами Польши. Обозначение S обыгрывалось как символ доллара. Рядовым военнослужащим «Солидарность» представляли как анархическую силу, ввергающую страну в хаос (заодно отмечали, что именно профсоюзные активисты виновны в срочном призыве молодёжи на армейскую службу, что усиливало озлобление). Милиционеров запугивали будущей местью за репрессии. Бойцы ЗОМО и сотрудники СБ (особенно ключевых департаментов — III политического, IV антицерковного, V промышленного) прошли интенсивную идеологическую обработку, находились в привилегированном положении и не нуждались в дополнительной мотивации. (Подпольные группы Адама Ходыша и Мариана Харкукевича в СБ, критическое выступление Богдана Анджеевского на партсобрании в ЗОМО являлись исключительными случаями.)
Улицы польских городов заклеивались плакатами, изображавшими «хулигана-забастовщика», за спиной которого очерчивались фигуры Рональда Рейгана, Конрада Аденауэра, тевтонского рыцаря. В качестве защитников страны прославлялись партия, армия и СССР. Часто такая пропаганда, давала обратный эффект, особенно среди молодёжи: изображения Рейгана в роли ковбоя или бесстрашного поляка-«хулигана» могли вызывать симпатии.
14 ноября 1982 года вместе с большинством интернированных был освобождён Лех Валенса. Но уже 9 декабря СБ осуществила крупномасштабную операцию против подполья: задержаниям и профилактированию подверглись до 10 тысяч человек. Среди арестованных был Владислав Фрасынюк. После этой зачистки 31 декабря 1982 года WRON приостановил действие военного положения.
Правящие круги ошибочно восприняли спад оппозиционной активности как необратимое подавление «Солидарности». Генерал Ярузельский, несмотря на возражения генерала Милевского и «бетона» в целом, повёл курс на постепенное смягчение военного режима. Этому способствовала также смерть Леонида Брежнева (10 ноября 1982 года). Существовали предположения о возможном переходе СССР к более гибкой политике.
Всплеск уличных выступлений вновь пришёлся на праздничные дни 1—3 мая 1983 года. В Варшаве два демонстранта погибли от избиений, во Вроцлаве двое пропали без вести после задержания ЗОМО. 12 мая был схвачен патрулём ЗОМО и избит до смерти девятнадцатилетний поэт Гжегож Пшемык. Его смерть вызвала массовое возмущение, в траурном шествии 19 мая участвовали десятки тысяч человек.
Несмотря на это, 22 июля 1983 года военное положение в ПНР было отменено. Прекратилась деятельность WRON. Верховная власть вновь сосредоточилась в Политбюро ЦК ПОРП, в полном объёме восстановились полномочия Совета министров и Госсовета ПНР. При этом следует учитывать, что первым секретарём ЦК ПОРП оставался Войцех Ярузельский, он же до 1985 года возглавлял Совет министров, а с 1985-го — Госсовет ПНР. Продолжала существовать правящая «Директория», несколько изменившая состав: выбывших Ольшовского и Милевского сменили генерал Барыла и Юзеф Чирек.

## Экономические санкции США и поддержка «Солидарности»
Сразу после введения военного положения правительство США ввело экономические санкции в отношении Польши и СССР. В 1982 году Польша была лишена статуса наибольшего благоприятствования в торговле, а её заявка на вступление в Международный валютный фонд заблокирована. Некоторое смягчение режима в середине 1980-х, особенно амнистии политзаключённым, открыла дверь нормализации польско-американских экономических отношений. 20 февраля 1987 года президент США Рональд Рейган объявил об отмене оставшихся санкций и восстановлении режима нормальной торговли.
Санкции оказали негативное влияние на польскую экономику (польское правительство утверждало, что в период 1981—1985 годов они стоили польской экономике пятнадцать миллиардов долларов). Потери были частично компенсированы советскими кредитами и разного вида субсидиями, составившими в совокупности 3,4 миллиарда долларов, увеличением поставок сырья и энергоносителей.
Президент Рейган объявил 30 января 1982 года Днём солидарности с Польшей. На следующий день, 31 января 1982 года, Агентство международных коммуникаций США транслировало телепрограмму «Чтобы Польша была Польшей» с участием известных музыкантов и мировых политических лидеров, которую посмотрели 185 миллионов зрителей в пятидесяти странах мира.
Весной 1983 года ЦРУ при участии AFL-CIO начало операцию QUHELPFUL, в рамках которой для «Солидарности» в Польшу тайно ввозили печатное оборудование, компьютеры, видеокамеры, оборудование для радиовещания. Также осуществлялась финансовая помощь семьям арестованных активистов.

## Результаты
Военное положение 1981—1983 годов временно укрепило режим ПОРП. «Солидарность» была запрещена, забастовочное движение подавлено, оппозиция загнана в подполье и подвергнута жёстким преследованиям, легальные структуры профсоюза разрушены, многие лидеры и активисты изолированы или запуганы, массы сторонников деморализованы.
Существует мнение, что период 1981—1983 изменил иерархию в правящей элите ПНР, усилило прагматически настроенных военных и хозяйственников за счёт партийных идеологов:

Парадоксальным образом военный переворот облегчил в перспективе выход Польши из коммунизма. Фактически ПОРП была отстранена от реальных рычагов власти задолго до 1989-го. Значительная часть грязной и болезненной работы по демонтажу экономики советского типа была проделана еще коммунистическими правительствами Збигнева Месснера и Мечислава Раковского. Когда перестройка в СССР изменила международный контекст, весной 1989-го в Варшаве состоялся общественный круглый стол.

Павел Кудюкин

Но согласно другим оценкам, «главным бенефициаром военного режима был аппарат ПОРП», и задача WRON состояла именно в сохранении власти партийной номенклатуры.
За период военного положения 1981—1983 годов погибли более ста активистов польской оппозиции (чаще всего говорится о ста пятнадцати документально подтверждённых случаях). Среди них убитые бойцами ЗОМО на акциях протеста, забитые насмерть в комендатурах и комиссариатах милиции, найденные мёртвыми от «неизвестных лиц». Сторона властей потеряла одного человека: сержант милиции Здзислав Карос погиб 18 февраля 1982 года в столкновении с подростками из антикоммунистической организации Вооружённые силы польского подполья (SZPP). При этом SZPP не была связана с профобъединением, подпольные структуры «Солидарности» отмежевались от этой акции, выступая против насильственных методов борьбы.
Планировалось, что 11 лидеров «Солидарности» и КОС-КОР — Анджей Гвязда, Мариан Юрчик, Ян Рулевский, Анджей Розплоховский, Кароль Модзелевский, Яцек Куронь, Адам Михник, Гжегож Палька, Северин Яворский, Збигнев Ромашевский, Генрик Вуец — будут отданы под суд. Однако в конечном счёте власти решили отказаться от показательного процесса над ними. Также был отменён задуманный процесс над «ответственными за кризис» деятелями герековского руководства 1970-х. Юридически это было оформлено амнистией к 22 июля 1984 года. Новый закон об амнистии был принят 17 июля 1986 года, и в период до 21 февраля 1987 года им воспользовались 1200 участников антиправительственных выступлений (из которых 225 отбывали наказание в местах заключения).
Но в целом «Солидарность» сумела организовать эффективные подпольные структуры и продолжала действовать. Лех Валенса избрал на время тактику пассивного сопротивления, хорошо знакомую полякам со времён раздела страны. Ярким проявлением продолжающейся подпольной деятельности даже в это время был систематический выпуск периодических изданий, листовок и бюллетеней. Подпольный профсоюз поддерживала Католическая церковь, сохранившая сильные позиции в польском обществе.
Военное положение нанесло сильные удары по «Солидарности», продлило власть ПОРП, но не смогло преодолеть общественного сопротивления и не предотвратило крах системы. Подавляющее большинство польского общества воспринимало WRON как враждебную силу, отстаивающую власть и привилегии номенклатурной бюрократии. Это в полной мере проявилось в конце 1980-х годов, когда новый подъём массового забастовочного движения вынудил власти к переговорам Магдаленке, затем к проведению Круглого стола, и в итоге привёл к падению режима ПОРП.

## Современные оценки
В 1991—2008 годах Ярузельского, Кищака, Сивицкого, Тучапского, других членов WRON, Госсовета ПНР и ЦК ПОРП неоднократно пытались привлечь к суду за введение военного положения. В декабре 1991 года соответствующее предложение от имени парламентского клуба Конфедерации независимой Польши внёс депутат сейма Мирослав Левандовский. Однако рассмотрение проекта затянулось и не было завершено в срок полномочий тогдашнего состава сейма. В 1996 году сейм нового состава — с преобладанием «пост-ПОРП» решил прекратить разбирательство.
В марте 2006 года Институт национальной памяти (IPN) выдвинул обвинение в отношении группы членов WRON, Государственного совета и политбюро ЦК ПОРП, прежде всего Ярузельского, Кищака и Кани. Обвиняемые характеризовались как лидеры «организованной вооружённой преступной группы». В апреле 2007 года был инициирован судебный процесс. Первоначально варшавский суд отклонил заключение IPN, ссылаясь на недоучёт в обвинении политической ситуации 1981 года и угрозы советской интервенции. IPN обжаловал отклонение, и в сентябре 2008 началось разбирательство в Варшавском окружном суде. Однако процесс не был доведён до вердикта по возрасту и состоянию здоровья обвиняемых.
16 марта 2011 года Конституционный трибунал Польши признал Указ Госсовета о введении военного положения от 12 декабря 1981 противоречащим не только Конституции Республики Польша, но и Конституции ПНР.
Даты военного положения как трагического события национальной истории широко отмечаются в Польше. С заявлениями выступают официальные лица, масштабные мероприятия проводит Европейский центр Солидарности.